# 국제 육상 경기 연맹 슈퍼 그랑프리
슈퍼 그랑프리(영어: Super Grand Prix)는 국제 육상 경기 연맹(IAAF) 주관으로 해마다 열린 육상 경기 대회들이다.